# Carla Campbell
Carla Campbell (* 22. November 1980 in Jamaika) ist ein jamaikanisches Model, Fotomodell und Laufstegmodell, das von der Modelagentur IMG vertreten wird. Die größte Aufmerksamkeit erhielt sie für ihr Sports Illustrated Cover im Jahr 2006.

## Leben
Campbell war das erste karibische Model, das es auf das Cover der Sports Illustrated geschafft hat. Sie war auch das zweite karibische Model, das für die Victoria’s Secret Fashion Show gelaufen ist. Bei der Rosa Chá Fashion Show im Jahr 2007 lief sie unter anderem neben Naomi Campbell, Adriana Lima, Caroline Trentini, Nick Bateman, David Raschhuber und Sean O’pro. Carla Campbell war unter anderem das Werbegesicht für L’Oréal, Nike, Avon, Footlocker, Miller Beer, Target und Fubu.
Campbell ist ein Teil der Beauty Hall of Fame in Jamaika.